# 旋狸藻
旋狸藻（学名：Utricularia spiralis）为狸藻属似多年生中型至大型陆生食虫植物。其种加词“spiralis”来源于拉丁文“spira”，意为“圈，纽带”。旋狸藻为非洲热带的特有种，存在于安哥拉、布隆迪、乍得、科特迪瓦、刚果民主共和国、加蓬、几内亚、利比里亚、马拉维、塞拉利昂、坦桑尼亚及赞比亚。旋狸藻陆生于沼泽的泥炭质或砂质土壤中，海拔分布范围为0至1860米。1819年，詹姆斯·爱德华·史密斯最先发表了旋狸藻的描述。

## 外部連結
- 食虫植物照片搜寻引擎中旋狸藻的照片 （页面存档备份，存于）
- Utricularia spiralis （页面存档备份，存于） in Brunken, U., Schmidt, M., Dressler, S., Janssen, T., Thiombiano, A. & Zizka, G. 2008. West African plants - A Photo Guide.

 维基共享资源上的相關多媒體資源：旋狸藻
 維基物種上的相關：旋狸藻